# Blagoevgrad
Blagoevgrad é um município da Bulgária localizado na província de Blagoevgrad.
Possui 80 793 habitantes (1/2/2011).

## População
Evolução da população da cidade de Blagoevgrad, sede dos municípios:
| Blagoevgrad | Blagoevgrad | Blagoevgrad | Blagoevgrad | Blagoevgrad | Blagoevgrad | Blagoevgrad | Blagoevgrad | Blagoevgrad | Blagoevgrad | Blagoevgrad | Blagoevgrad | Blagoevgrad | Blagoevgrad | Blagoevgrad | Blagoevgrad | Blagoevgrad | Blagoevgrad | Blagoevgrad | Blagoevgrad |
| --- | ----------- | ----------- | ----------- | ----------- | ----------- | ----------- | ----------- | ----------- | ----------- | ----------- | ----------- | ----------- | ----------- | ----------- | ----------- | ----------- | ----------- | ----------- | ----------- |
| Ano | 1887        | 1910        | 1934        | 1946        | 1956        | 1965        | 1975        | 1985        | 1992        | 2001        | 2002        | 2003        | 2004        | 2005        | 2006        | 2007        | 2008        | 2009        | 2010        |
| População |             |             |             | 14.200      | 21.833      | 32.680      | 50.023      | 64.882      | 71.476      | 71.144      | 71.488      | 71.123      | 70.847      | 70.999      | 71.123      | 69.976      | 69.828      | 70.180      | 70.404      |
| Fontes: Instituto Nacional de Estatísticas, „citypopulation.de“, „pop-stat.mashke.org“, Bulgarian Academy of Sciences |             |             |             |             |             |             |             |             |             |             |             |             |             |             |             |             |             |             |             |